# Karl Behrens (Bergrat)
Karl Behrens (* 14. Februar 1854 in Tribsees; † 2. Juli 1906 in Halberstadt) war ein deutscher Ingenieur und Manager. Er war einer der Spitzenrepräsentanten des deutschen Steinkohlebergbaus im Deutschen Kaiserreich.

## Werdegang

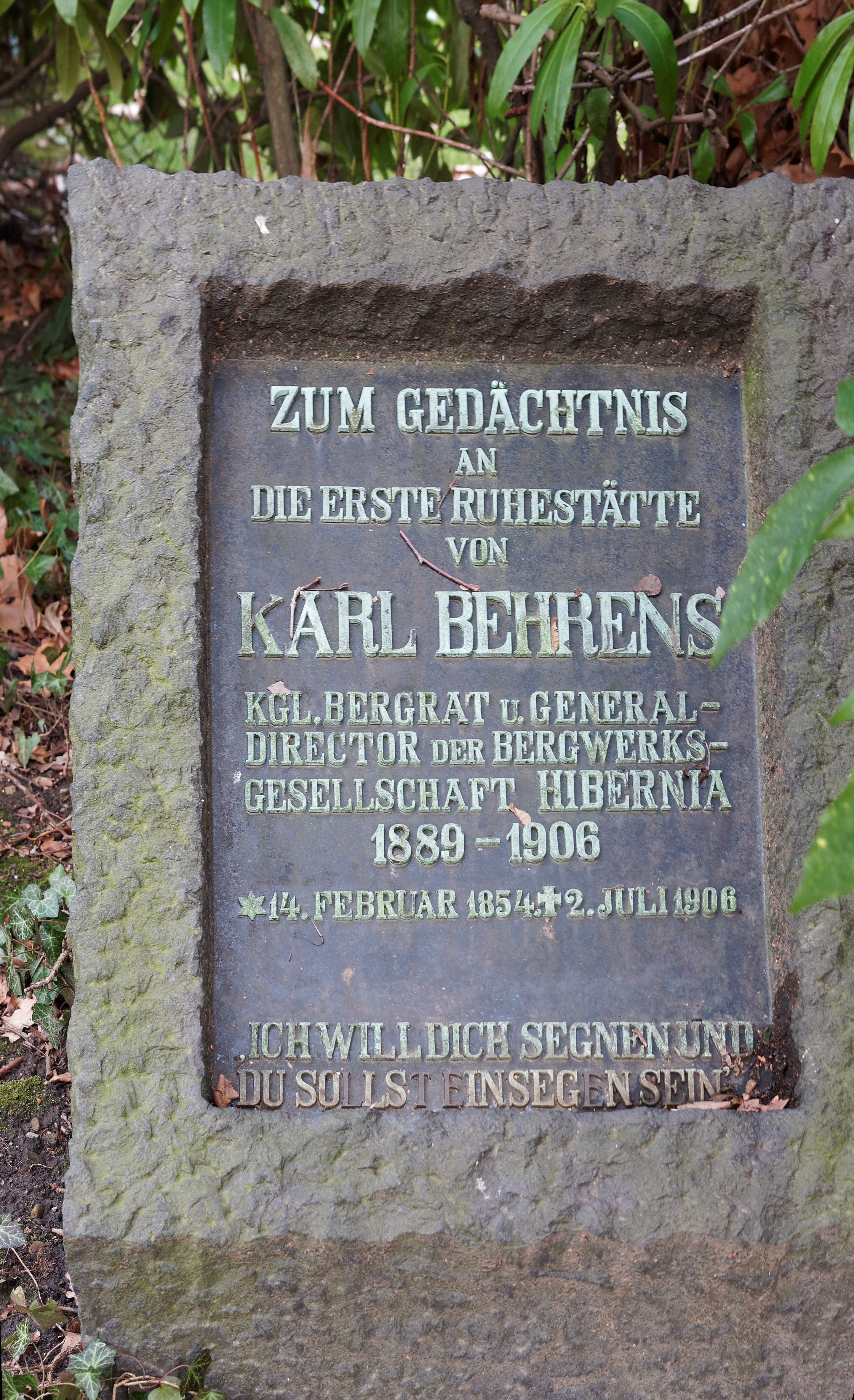
Gedenkstein für Karl Behrens auf dem Südfriedhof in Herne

Am 15. Januar 1878 wurde er zum Bergreferendar ernannt und am 8. April 1882 zum Bergassessor, er arbeitete später als Berginspektor bei der Berginspektion Königshütte. 1884 wurde er zum Direktor der Berginspektion Borgsloh ernannt. Die Ernennung zum Bergrat erfolgte 1887.
Vom 1. September 1889 bis zum 2. Juli 1906 war Behrens Generaldirektor und alleiniger Vorstand der Bergwerksgesellschaft Hibernia in Herne. Er war Nachfolger von Bergassessor a. D. Leo Gräff. Durch ihn wurde die Hibernia durch Angliederung neuer Felder und Zechen (Nosthausen, Shamrock 3/4, Schlägel & Eisen, Alstaden) zu einem der größten Bergwerksunternehmen des rheinisch-westfälischen Steinkohlenbergbaus. Er selbst gehörte zu den angesehensten Führungspersönlichkeiten im Revier. Die Schächte Shamrock 3/4 wurden 1906 nach ihm in Behrens-Schächte umbenannt.
Sein persönliches Interesse galt auch den allgemeinen Fragen des Industriebezirks. So war er vom 20. Mai 1897 an stellvertretender Vorsitzender der Handelskammer zu Bochum und war an der Gründung der Emschergenossenschaft beteiligt.
1905 bis 1906 war er für den Wahlkreis Bochum-Land und die NLP Mitglied im Provinziallandtag der Provinz Westfalen.
Verheiratet war er mit Gertrud geb. Scherbening (* 17. Juli 1864 in Lipine (Oberschlesien); † 18. Juli 1950 in Düsseldorf), Tochter (5. Kind) des Hermann Leopold Scherbening und der Wilhelmine Scherbening geb. Mauve. Als seine Ehefrau erwarb sie sich in ihrem damaligen Wohnort Herne Achtung und Ansehen durch die Mitstiftung des „Evangelischen Kinderheimes Herne“, das am 14. Mai 1911 eingeweiht wurde, sowie als Gründerin und Vorsitzende des Ortsgruppe Herne des Vaterländischen Frauenvereins vom Roten Kreuz.

## Ehrungen
- 1902: Königlich Preußischer Roter Adlerorden 4. Klasse
- Am 25. Mai 1908 benannte die Stadt Herne die Behrensstraße in Herne-Mitte zu seinen Ehren, und nach seiner Ehefrau schon am 16. März 1906 den Gertrudenplatz in Herne-Mitte.